# Рослини Дніпропетровської області, занесені до Червоної книги України
Список рослин Дніпропетровської області, занесених до Червоної книги України.

## Статистика
До списку входить 66 видів рослин, з них:
- Судинних рослин — 56;
- Мохоподібних — 0;
- Водоростей — 4;
- Лишайників — 0;
- Грибів — 6.

Серед них за природоохоронним статусом: 
- Вразливих — 40;
- Рідкісних — 11;
- Недостатньо відомих  — 0;
- Неоцінених — 10;
- Зникаючих — 4;
- Зниклих у природі — 1;
- Зниклих — 0.

## Список видів
| № п/п | Українська назва виду                                  | Латинська назва виду                                                 | Природоохоронний статус | Група           |
| ----- | ------------------------------------------------------ | -------------------------------------------------------------------- | ----------------------- | --------------- |
| 1     | Альдрованда пухирчаста                                 | Aldrovanda vesiculosa L.                                             | Рідкісний               | Судинні рослини |
| 2     | Астрагал Геннінга                                      | Astragalus henningii (Steven) Boriss.                                | Рідкісний               | Судинні рослини |
| 3     | Астрагал донський                                      | Astragalus tanaiticus K.Koch                                         | Рідкісний               | Судинні рослини |
| 4     | Астрагал понтійський                                   | Astragalus ponticus Pall.                                            | Вразливий               | Судинні рослини |
| 5     | Астрагал шерстистоквітковий                            | Astragalus dasyanthus Pall.                                          | Вразливий               | Судинні рослини |
| 6     | Брандушка різнобарвна (пізньоцвіт різнобарвний)        | Bulbocodium versicolor (Ker Gawl.) Spreng.                           | Вразливий               | Судинні рослини |
| 7     | Волошка Конки                                          | Centaurea konkae Klokov                                              | Зникаючий               | Судинні рослини |
| 8     | Герицій коралоподібний                                 | Hericium coralloides (Fr.) Gray                                      | Вразливий               | Гриби           |
| 9     | Горицвіт весняний                                      | Adonis vernalis L.                                                   | Неоцінений              | Судинні рослини |
| 10    | Горицвіт волзький                                      | Adonis wolgensis Steven ex DC.                                       | Неоцінений              | Судинні рослини |
| 11    | Грифола листувата                                      | Grifola frondosa (Dicks.: Fr.) Gray                                  | Вразливий               | Гриби           |
| 12    | Ентолома смердюча, рожевопластинник смердючий          | Entoloma nidorosum (Fr.) Quél.                                       | Рідкісний               | Гриби           |
| 13    | Жировик Льозеля                                        | Liparis loeselii (L.) Rich.                                          | Вразливий               | Судинні рослини |
| 14    | Зіновать гранітна, рокитничок гранітний                | Chamaecytisus graniticus (Rehmann) Rothm.                            | Вразливий               | Судинні рослини |
| 15    | Зміячка австрійська (скорзонера австрійська)           | Scorzonera austriaca Willd.                                          | Зникаючий               | Судинні рослини |
| 16    | Зморшок степовий                                       | Morchella steppicola Zerova.                                         | Рідкісний               | Гриби           |
| 17    | Зозульки м'ясочервоні (пальчатокорінник м'ясочервоний) | Dactylorhiza incarnata (L.) Soy s.l.                                 | Вразливий               | Судинні рослини |
| 18    | Катран татарський                                      | Crambe tataria Sebeyk                                                | Вразливий               | Судинні рослини |
| 19    | Катран шорсткий                                        | Crambe aspera М. Bieb.                                               | Вразливий               | Судинні рослини |
| 20    | Ковила волосиста                                       | Stipa capillata L.                                                   | Неоцінений              | Судинні рослини |
| 21    | Ковила вузьколиста                                     | Stipa tirsa Steven                                                   | Вразливий               | Судинні рослини |
| 22    | Ковила дніпровська                                     | Stipa borysthenica Klokov ex Prokudin                                | Вразливий               | Судинні рослини |
| 23    | Ковила Лессінга                                        | Stipa lessingiana Trin. et Rupr.                                     | Неоцінений              | Судинні рослини |
| 24    | Ковила найкрасивіша                                    | Stipa pulcherrima K. Koch                                            | Вразливий               | Судинні рослини |
| 25    | Ковила пірчаста                                        | Stipa pennata L.                                                     | Вразливий               | Судинні рослини |
| 26    | Косарики тонкі                                         | Gladiolus tenuis M.Bieb.                                             | Вразливий               | Судинні рослини |
| 27    | Косарики черепитчасті                                  | Gladiolus imbricatus L.                                              | Вразливий               | Судинні рослини |
| 28    | Любка дволиста                                         | Platanthera bifolia (L.) Rich.                                       | Неоцінений              | Судинні рослини |
| 29    | Любка зеленоквіткова                                   | Platanthera chlorantha (Cust.) Rchb.                                 | Рідкісний               | Судинні рослини |
| 30    | Неотінея обпалена (зозулинець обпалений)               | Neotinea ustulata (L.) R.M. Bateman, Pridgeon et M.W. Chase          | Зникаючий               | Судинні рослини |
| 31    | Осока богемська                                        | Carex bohemica Schreb.                                               | Вразливий               | Судинні рослини |
| 32    | Осока житня                                            | Carex secalina Willd. ex Wahlenb.                                    | Вразливий               | Судинні рослини |
| 33    | Печериця Романьєзі                                     | Petalonia zosterifolia (Reinke) Kuntze                               | Зникаючий               | Гриби           |
| 34    | Пирій ковилолистий                                     | Elytrigia stipifolia (Czern. ex Nevski) Nevski                       | Неоцінений              | Судинні рослини |
| 35    | Півники борові                                         | Iris pineticola Klokov                                               | Вразливий               | Судинні рослини |
| 36    | Півники понтичні                                       | Iris pontica Zapał.                                                  | Вразливий               | Судинні рослини |
| 37    | Півники сибірські                                      | Iris sibirica L.                                                     | Вразливий               | Судинні рослини |
| 38    | Півонія тонколиста                                     | Paeonia tenuifolia L.                                                | Вразливий               | Судинні рослини |
| 39    | Плавун щитолистий                                      | Nymphoides peltata (S.G.Gmel.) Kuntze                                | Вразливий               | Судинні рослини |
| 40    | Плаунець заплавний (лікоподієлла заплавна)             | Lycopodiella inundata (L.) Holub                                     | Рідкісний               | Судинні рослини |
| 41    | Плодоріжка блощична (зозулинець блощичний)             | Anacamptis coriophora (L.) R.M. Bateman, Pridgeon et M.W. Chase s.l. | Вразливий               | Судинні рослини |
| 42    | Плодоріжка болотна (зозулинець болотний)               | Anacamptis palustris (Jacq.) R.M. Bateman, Pridgeon et M.W. Chase    | Вразливий               | Судинні рослини |
| 43    | Плодоріжка салепова (зозулинець салеповий)             | Anacamptis morio (L.) R.M. Bateman, Pridgeon et M.W. Chase           | Вразливий               | Судинні рослини |
| 44    | Повстянка дніпровська (цимбохазма дніпровська)         | Cymbochasma borysthenica (Pall. ex Schlecht.) Klokov et Zoz          | Рідкісний               | Судинні рослини |
| 45    | Пташник крихітний (орнітопус крихітний)                | Ornithopus perpusillus L.                                            | Вразливий               | Судинні рослини |
| 46    | Ранник весняний                                        | Scrophularia vernalis L.                                             | Вразливий               | Судинні рослини |
| 47    | Рябчик малий                                           | Fritillaria meleagroides Patrinex Schult. et Schult.f.               | Вразливий               | Судинні рослини |
| 48    | Рябчик руський                                         | Fritillaria ruthenica Wikstr.                                        | Вразливий               | Судинні рослини |
| 49    | Рястка Буше                                            | Ornithogalum boucheanum (Kunth) Asch.                                | Неоцінений              | Судинні рослини |
| 50    | Сальвінія плаваюча                                     | Salvinia natans (L.) All.                                            | Неоцінений              | Судинні рослини |
| 51    | Сон великий                                            | Pulsatilla grandis Wender.                                           | Вразливий               | Судинні рослини |
| 52    | Сон лучний (сон чорніючий, сон богемський)             | Pulsatilla pratensis (L.) Mill. s.l.                                 | Неоцінений              | Судинні рослини |
| 53    | Стигеоклоніум пучкуватий                               | Stigeoclonium fasciculare Kütz.                                      | Вразливий               | Водорості       |
| 54    | Торея найрозгалуженіша                                 | Thorea ramosissima Bory                                              | Рідкісний               | Водорості       |
| 55    | Тюльпан бузький                                        | Tulipa hypanica Klokov et Zoz                                        | Вразливий               | Судинні рослини |
| 56    | Тюльпан дібровний                                      | Tulipa quercetorum Klokovet Zoz                                      | Вразливий               | Судинні рослини |
| 57    | Тюльпан Шренка                                         | Tulipa schrenkii Regel                                               | Вразливий               | Судинні рослини |
| 58    | Флокулярія Рікена                                      | Floccularia rickenii (Bohus) Wasser                                  | Вразливий               | Гриби           |
| 59    | Хара Брауна                                            | Chara braunii C.C. Gmellin                                           | Вразливий               | Водорості       |
| 60    | Хроодактилон розгалужений                              | Chroodactylon ramosum (Thwait.) Hansg.                               | Рідкісний               | Водорості       |
| 61    | Цибуля круглонога                                      | Allium sphaeropodum Klokov                                           | Вразливий               | Судинні рослини |
| 62    | Цибуля лінійна                                         | Allium lineare L.                                                    | Вразливий               | Судинні рослини |
| 63    | Цибуля Регеля                                          | Allium regelianum A. Beckerex Iljin                                  | Рідкісний               | Судинні рослини |
| 64    | Цибуля савранська                                      | Allium savranicum Besser                                             | Вразливий               | Судинні рослини |
| 65    | Шафран сітчастий                                       | Crocus reticulatus Steven ex Adams                                   | Неоцінений              | Судинні рослини |
| 66    | Шильник водяний                                        | Subularia aquatica L.                                                | Зниклий в природі       | Судинні рослини |